# 1990 MG
1990 MG är en asteroid i huvudbältet som upptäcktes den 21 juni 1990 av den amerikanske astronomen Henry E. Holt vid Palomarobservatoriet.